# Acantiza de carpó groc
L'acantiza de carpó groc (Acanthiza chrysorrhoa) és una espècie d'ocell de la família dels acantízids (Acanthizidae) endèmic d'Austràlia.

## Descripció
- És el major ocell de la família, amb 9,5-12 cm de llarg i un pes de 9 g.[2]
- Color general gris per sobre i blanquinós per sota, amb un to beix per sota de les ales i un carpó distintivament groc. Cap i coll gris amb una línia blanca per sobre dels ulls. Capell negre amb taques blanques.

## Hàbitat i distribució
Habita boscos clars, ciutats i planures d'herba en gran part d'Austràlia i Tasmània. Absent dels boscos humits del nord i de les zones àrides de l'interior.

## Llista de subespècies
S'han descrit quatre subespècies:
- Acanthiza chrysorrhoa chrysorrhoa, (Quoy et Gaimard, 1830). Oest i sud-oest d'Austràlia.
- Acanthiza chrysorrhoa leachi, Mathews 1912. Tasmània.
- Acanthiza chrysorrhoa leighi, Ogilvie-Grant 1909. Austràlia Oriental i sud-oriental.
- Acanthiza chrysorrhoa normantoni (Mathews) 1913. Zona interior d'Austràlia Oriental.